# Centro tedesco per la reumatologia pediatrica e adolescenziale
Il Centro tedesco per la reumatologia pediatrica e adolescenziale di Garmisch-Partenkirchen (chiamato anche 'Kinderrheumaklinik', vale a dire clinica per la reumatologica pediatrica) è il più grande centro specialistico europeo per il trattamento di bambini e adolescenti affetti da malattie reumatiche e sindromi dolorose croniche.

## Storia[1][2]
La clinica reumatologia pediatrica nasce a partire da un ospedale pediatrico per bambini affetti da tubercolosi. Nel 1950, la direzione della clinica fu affidata alla dottoressa Elizabeth Stoeber, una pediatra dell'ospedale Hauner di Monaco di Baviera, che riuscì a utilizzare i fondi del piano Marshall per convertire la struttura in un ospedale pediatrico completo. Inizialmente furono trattati soprattutto pazienti con febbre reumatica. Tuttavia, verso la fine del decennio, l'attenzione fu spostata verso pazienti affetti da malattia di Still e artrite idiopatica giovanile.

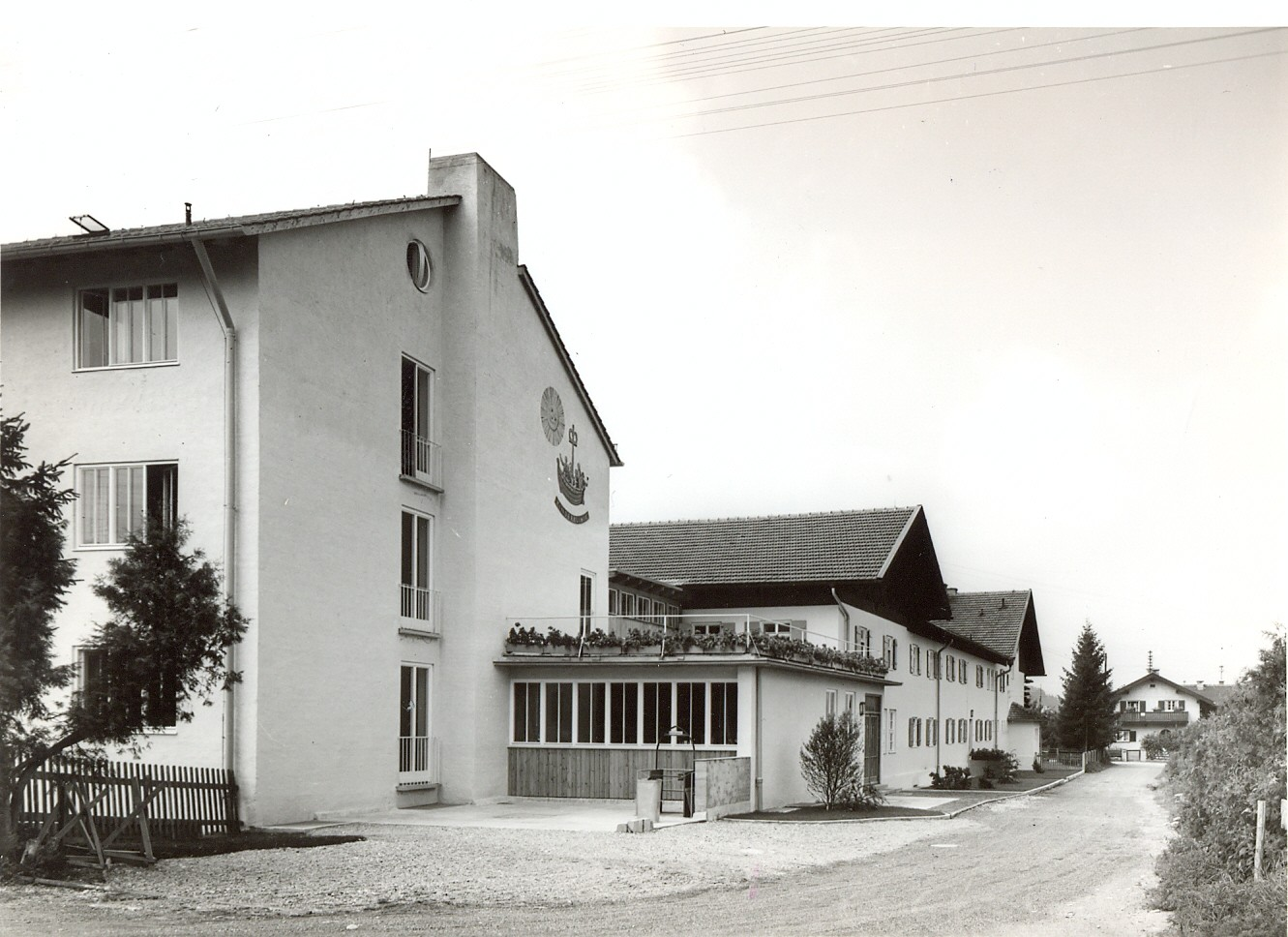
L'Ospedale Pediatrico della missione interna a Garmisch-Partenkirchen con il reparto reumatologico di recente costruzione (ca. 1965)

Con la crescente disponibilità di farmaci steroidei e non (cosiddetti FANS), nonché l'aggiunta di strutture per la fisioterapia, il 1960 vide lo sviluppo di un programma specifico per la terapia dei bambini spesso gravemente compromessi e portatori di handicap. Inoltre, la scuola ospedaliera, nata nel 1952 per i bambini ricoverati, fu ampliata e riconosciuta scuola statale nel 1975. Donazioni da varie fonti, in particolare dal Lions Club tedesco, dalla Missione Interna della Chiesa Evangelica, e da altre fondazioni tedesche e americane, permisero una significativa espansione della struttura. Nel 1971 fu inaugurata una nuova ala dell'edificio, comprendente una palestra e una piscina terapeutica.
Nel 1975 la direzione fu affidata da Elizabeth Stoeber al suo successore, G. Koelle. Dopo la morte prematura di quest'ultimo nel 1978, direttore medico fu nominato Hans Truckenbrodt. Nel corso degli anni '80 ci fu il riconoscimento internazionale della reumatologia pediatrica come sottospecialità, con la crescente concorrenza di ambulatori negli ospedali universitari. La clinica reumatologica pediatrica continuò la sua opera con un focus prettamente clinico. Furono intraprese modifiche all'edificio per creare più spazio per la fisioterapia, terapia occupazionale e balneoterapia. Allo stesso tempo, fu ottenuto un edificio vicino alla clinica (la "Villa") per fornire alloggio e altri servizi alle famiglie dei pazienti ricoverati.
Nel 2004 il reparto di pediatria generale fu distaccato e trasferito nell'Ospedale Generale di Garmisch-Partenkirchen, di nuova costruzione, e la direzione fu assunta da Hartmut Michels. La clinica fu rinominata "Centro tedesco per la reumatologia pediatrica e adolescenziale". A partire dal 2002, l'edificio ha subito varie fasi di ristrutturazione. Dal 2008 ne ha assunto la direzione Johannes-Peter Haas. La clinica è stata messa in vendita nel 2010 dalla Missione Interna, ma è stata riacquisita dal professor Haas con l'aiuto di privati.

## Struttura dell'ospedale

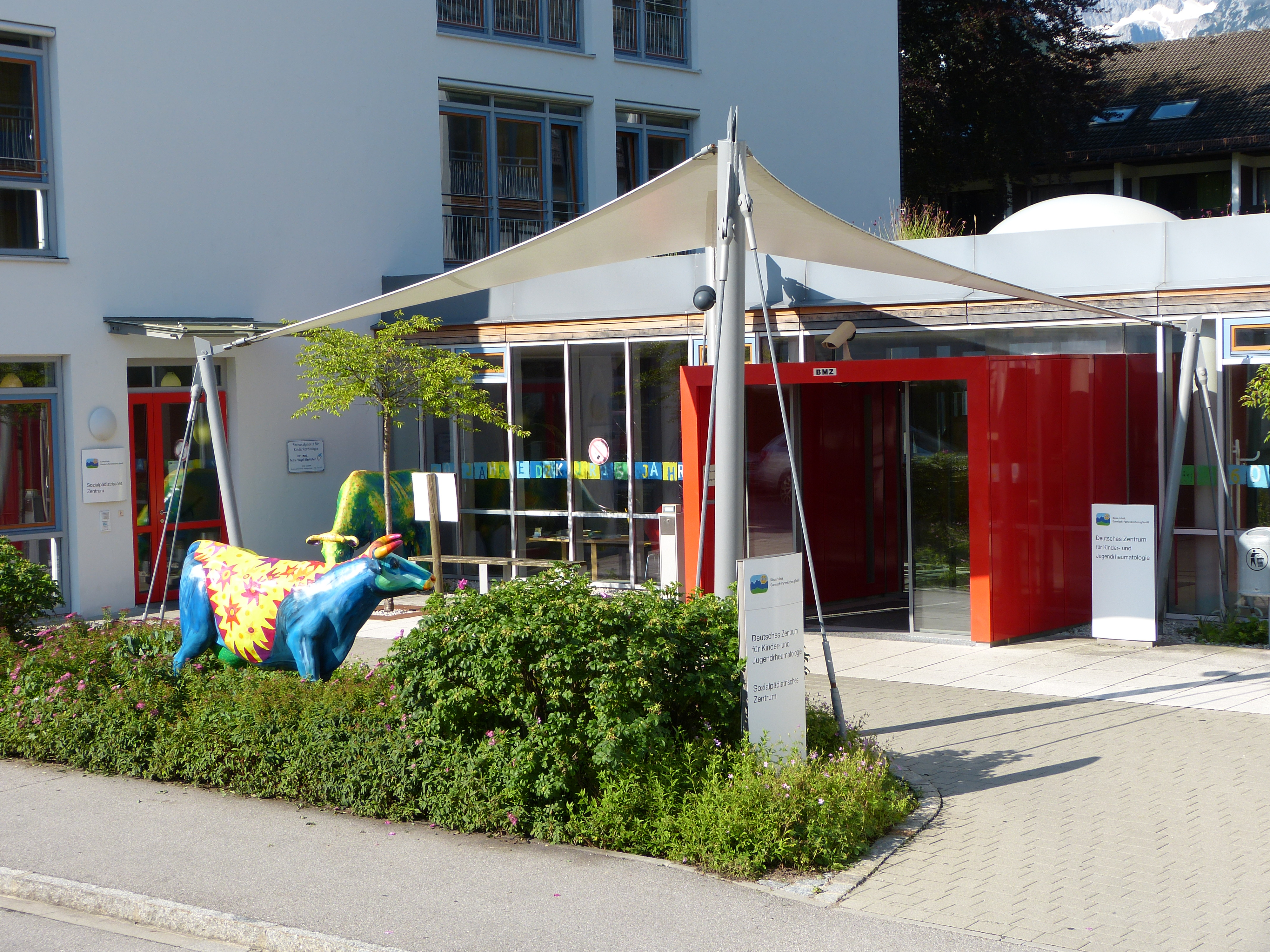
Il Centro per la reumatologia pediatrica e adolescenziale oggi

Il centro tratta l'intero spettro delle malattie reumatologiche in bambini e adolescenti, tra cui l'artrite idiopatica giovanile, il lupus eritematoso sistemico, la dermatomiosite giovanile,la sclerodermia, e altre malattie del collagene. I pazienti, provenienti soprattutto dalla Germania, dall'Austria e dall'Italia, sono trattati prevalentemente in regime di ricovero. Una piccola parte dei pazienti viene vista ambulatorialmente. La clinica ha inoltre un reparto specializzato per il trattamento di bambini e adolescenti con sindromi dolorose croniche. Nella clinica son integrate strutture ambulatoriali per la cardiologia pediatrica e per bambini con patologie dello sviluppo.

## Il concetto terapeutico della clinica
Nel centro per la reumatologia pediatrica è stato sviluppato un concetto di trattamento multidisciplinare. La base di questo concetto è quello di trattare il bambino, o l'adolescente, in quanto individuo nella sua totalità, sulla base di cinque pilastri: terapia medica, terapia infermieristica, fisioterapia, sostegno psicosociale e pedagogico e la scuola in ospedale. Utilizzando questo orientamento, si ottiene un trattamento individuale e adeguato alle esigenze del paziente durante la degenza.